# Artist 100
La Artist 100 è una classifica pubblicata settimanalmente da Billboard negli Stati Uniti. La classifica combina le prestazioni delle classifiche Billboard Hot 100, Billboard 200 e Social 50.
La classifica Artist 100 è stata presentata per la prima volta il 19 luglio 2014, con Trey Songz al primo posto. Taylor Swift è l'artista con il maggior numero di settimane in cima alla classifica.

## Artisti con il maggior numero di settimane al numero uno
| Settimane | Artista       |
| --------- | ------------- |
| 123       | Taylor Swift  |
| 38        | Drake         |
| 29        | The Weeknd    |
| 31        | Morgan Wallen |
| 21        | BTS           |
| 20        | Adele         |